# Khendjer

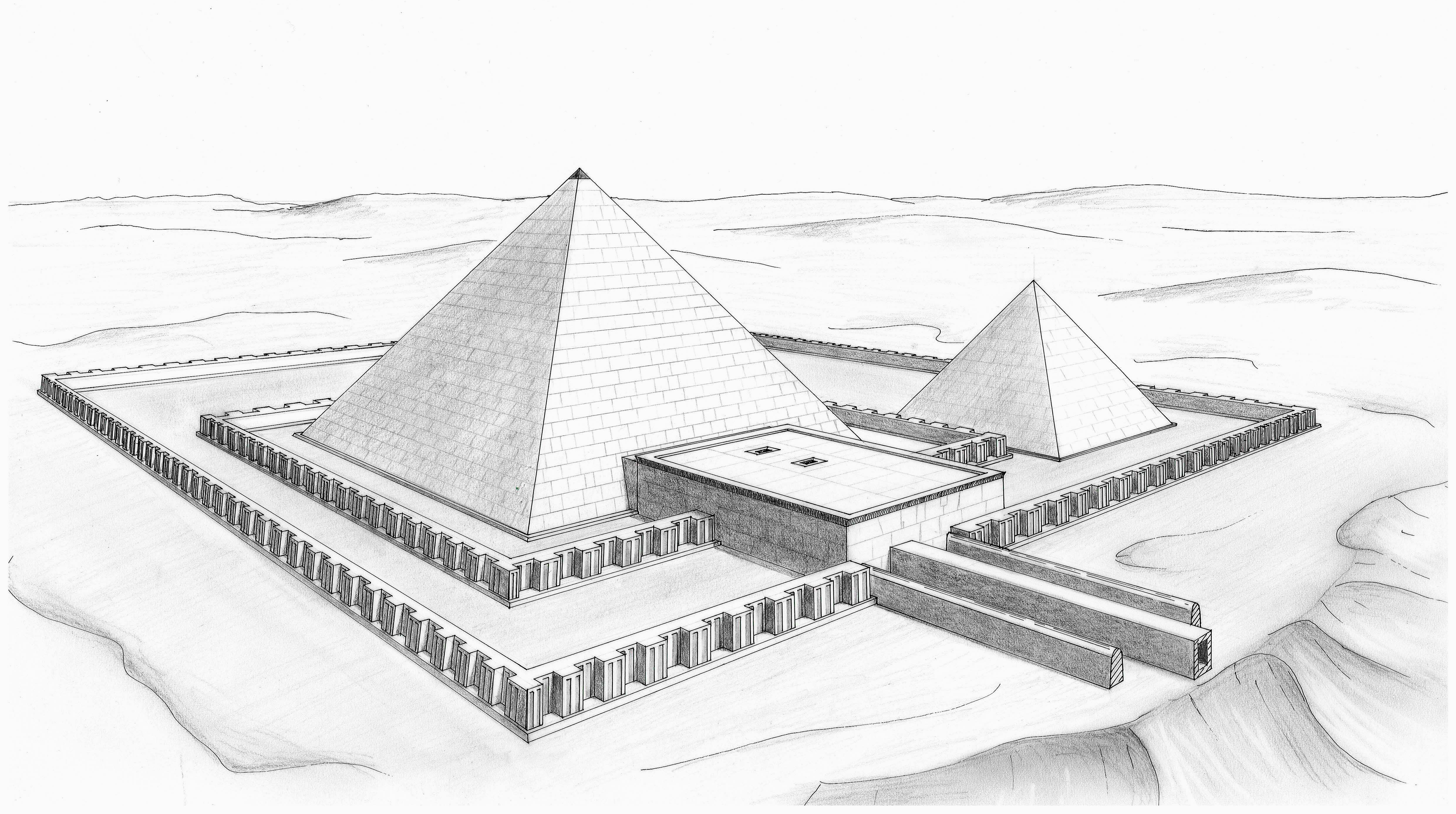
Representació de la piràmide de Khendjer

Khendjer fou un faraó de la dinastia XIII. El seu nom Horus fou Hr Dd xpr.w ('Horus, lloc de transformacions'), el seu Nebti nb.tj Dd ms.w(t) ('Les dues senyores, lloc d'ocells'); el seu nom Horus d'or volia dir 'El gran falcó' (i alguna cosa més, il·legible); el seu nom de tron fou Userkare ('L'ànima de Re és forta') i també Nimaatre ('El que pertany al Maat és Ra'); i el seu nom fou Khendjer; a la llista de reis apareix com a Userkare Khendjer.
El seu complex mortuori es va trobar a Saqqara sud el 1929 i fou identificat el 1931. La piràmide està tancada per dues muralles, l'exterior de rajola i la interior de pedra, que probablement va substituir una muralla ondulada. El temple mortuori era a l'est; algunes restes de columnes porten el seu nom. La seva base fou de 53 metres i l'alçada de 37, però com que fou utilitzada de pedrera, en l'actualitat és molt més reduïda. A la part nord, hi havia una capella tocant a la piràmide. Les muralles tenien relleus, dels quals en queden alguns rastres; l'entrada era per la part oest, amb un corredor ascendent que portava al porticullis amb 39 esglaons, amb dos blocs de pedra d'obstacle abans d'arribar a la cambra mortuòria. Al nord-oest, tenia una piràmide subsidiària de dimensions reduïdes, probablement per a la reina, i dins l'àrea algunes tombes, probablement de la família reial. Versemblantment, el complex no es va acabar. Un sarcòfag a la piràmide de la reina diu que va regnar 4 anys.
Abans es coneixia el seu nom per una estela. Segons el papir de Torí, també va regnar 4 anys, en un període que se situaria a la meitat del segle XVIII aC.